# 牧羊人沙拉
牧羊人沙拉（土耳其語：Çoban salatası）是一種在土耳其與亞塞拜然等地常見的沙拉料理，製作方式主要是將番茄、黃瓜、洋蔥、甜椒、歐芹等蔬菜切成碎塊後，搭配檸檬汁、橄欖油之類的醬料，並灑上鹽巴或胡椒來調味。
在土耳其當地，牧羊人沙拉常與土耳其肉丸之類的肉類料理一起搭配食用。
- 撒滿羅勒的牧羊人沙拉。
- 搭配烤雞一同品嚐的牧羊人沙拉。
- 浪馬軍與牧羊人沙拉。